# Nieblum
Nieblum (nordfrisiska:  Njiblem, danska: Niblum) är en kommun och ort på ön Föhr i Kreis Nordfriesland i förbundslandet Schleswig-Holstein i Tyskland.
Kommunen ingår i kommunalförbundet Amt Föhr-Amrum tillsammans med ytterligare 14 kommuner.